# Lista Tascón
A Lista Tascón é uma lista com milhões de assinaturas de venezuelanos que, em 2003 e 2004, solicitaram a revogação do Presidente da Venezuela, Hugo Chávez. A lista, publicada online pelo membro da Assembleia Nacional Luis Tascón, foi utilizada pelo governo venezuelano para discriminar aqueles que a assinaram.

## Contexto
Quem assinar contra Chávez ficará registrado na história, pois terá seu nome, sobrenome, número de identidade e impressão digital.

Presidente Hugo Chávez
Em 2003, os opositores de Chávez criaram um movimento para a revogação do Presidente Chávez, de acordo com as leis previstas na constituição venezuelana. Isso ocorreu quando a economia estava estagnada e a aprovação de Chávez caía mesmo entre os mais pobres. Inicialmente, o Conselho Nacional Eleitoral – repleto de aliados de Chávez – rejeitou uma lista com 3 milhões de assinaturas, considerando-a falha e afirmando que teria que ser refeita. Em 17 de outubro de 2003, o Presidente Chávez afirmou no programa Aló Presidente que "quem assina contra Chávez está assinando contra seu país" e "contra o futuro". Chávez, utilizando o aumento expressivo das vendas de petróleo e a implementação das Missões Bolivarianas, mobilizou apoio para superar o movimento de revogação. Apesar de manter o controle, Chávez buscou eliminar sua oposição política para se manter no poder.

## Publicação
Em fevereiro de 2004, no programa de TV Aló Presidente 180, o Presidente Chávez anunciou que havia assinado um documento solicitando ao Conselho Nacional Eleitoral (CNE) que fornecesse cópias de todas as assinaturas dos peticionários para o referendo, a fim de expor a "mega fraude" da oposição. Devido à falta de recursos por parte do CNE, Luis Tascón, um representante do partido governante na legislatura, liderou a coleta de fotocópias das assinaturas.
Subsequente a isso, Tascón publicou em seu site um banco de dados com mais de 2.400.000 venezuelanos que haviam assinado a petição, juntamente com os números de suas carteiras de identidade nacionais (cédula). Tascón afirmou que postou a lista para apoiar a verificação das assinaturas, alegando que a publicação da lista proporcionava um meio para que aqueles que aparecessem nela, mas não tivessem assinado, registrassem uma reclamação junto ao CNE.
Em 20 de abril de 2004, o próprio CNE publicou uma lista de signatários e criou um site onde estes poderiam verificar o status de sua assinatura (aceita, rejeitada ou necessitando de verificação).

## Uso
A lista permitiu ao governo aplicar o Sectarismo oficial. Venezuelanos que assinaram contra Chávez tiveram empregos, benefícios e documentos negados, e frequentemente foram alvo de assédio. Uma vez que a lista foi publicada, Chávez, em uma transmissão da Venezolana de Televisión, incentivou o uso do site para "verificar o uso ilícito das carteiras de identidade nacionais". Roger Capella, Ministro da Saúde, declarou que "aqueles que assinarem contra o Presidente Chávez serão demitidos, pois estão cometendo um ato de terrorismo". Houve uma comoção pública, em especial pela organização Súmate, e devido a relatos de que pessoas que trabalhavam para o governo foram demitidas, tiveram trabalho negado ou tiveram a emissão de documentos oficiais recusada por conta de sua aparição na lista. Em julho de 2004, o acesso ao banco de dados, sob a gestão de Comando Maisanta, foi concedido aos membros dos "Batalhões Bolivarianos da Internet (BBI)", que previamente precisavam se registrar no site de Tascón para obter acesso, sob o rígido requisito de que não haviam assinado a petição para o referendo.

## Existência
Luis Tascón posteriormente removeu a lista de seu site, após acusações generalizadas de que ela estava sendo utilizada para discriminar aqueles que haviam assinado a petição. Em 16 de abril de 2005, Chávez declarou que "a Lista Tascón deve ser arquivada e enterrada" e continuou: "Digo isso, porque continuo recebendo algumas cartas, entre as muitas que recebo, que me fazem pensar que, ainda em alguns lugares, eles têm a Lista Tascón em suas mesas para determinar se alguém vai trabalhar ou não". Essa medida foi descrita como sendo "para as câmeras", com funcionários do governo ainda relatando que a Lista Tascón existia e havia sido transformada em um software chamado Maisanta, utilizado para cruzar os dados de cada candidato a emprego. Alguns venezuelanos tiveram que pagar para serem removidos do programa Maisanta.

## Ações judiciais
Foi aberto um processo na Suprema Corte da Venezuela contra Tascón em maio de 2005.
Em março de 2006, três ex-funcionários do governo ingressaram com um processo contra a administração de Chávez na Comissão Interamericana de Direitos Humanos, alegando que José Vicente Rangel, o vice-presidente do país, ordenou suas demissões porque seus nomes apareciam na Lista Tascón e, portanto, eram vítimas de discriminação por motivos políticos.

## Links externos
- II. Discriminação política, Uma década sob Chávez por Human Rights Watch
- Associação civil Súmate (em castelhano)
- Lista Tascón online em espanhol (em castelhano)